# Rothesay Open Nottingham 2022
Die Rothesay Open 2022 waren ein WTA-Tennisturnier der WTA Tour 2022 für Damen und ein ATP-Tennisturnier der ATP Challenger Tour 2022 für Herren in Nottingham und fanden parallel vom 5. bis 12. Juni 2022 statt.

## Damenturnier
→ Qualifikation: Rothesay Open Nottingham 2022/Damen/Qualifikation